# N/
n/とは、田中直樹と沼井雅之を核とする、不特定多数のメンバーによる音楽ユニットである。
ユニット名の「n」は整数。自然数とゼロ、及び自然数にマイナスを付けた負数の全体を指す。変幻自在の音楽、ユニット自体のフレキシビリティを示唆している。読み方は「エヌ」が通称で、特に決まりはない。
2005年、本格的に始動。全く特徴の異なる、二人のハーモニーを武器としたポップなウタモノから、マニアックなインストゥルメンタルまで、ジャンルにとらわれない幅広い楽曲を制作。また、音楽だけにとらわれず、絵画や文筆発表も行う。
音楽ジャンルは、エレクトロニカ、アンビエント。近年スカなどの要素も取り入れている。
ライブの参加メンバーは、2018年現在、小野圭三、渡辺陽一、川畑大城。
過去のライブに参加していたメンバーは、中野周一、黒田アーサー、中西圭三、小南数麿、ミズノマリ、山本一、元井信、鈴木正則、榊原長紀、中村修司、玉木 正昭、黒須洋壬、舘形比呂一、當間里美、柴一平、PACHANGAなどがいる。

## 来歴
※ライブに関しては後述'
2005年、中野周一（有限会社BBA：Black Box Arrangement）が指揮を取り当初は田中直樹が自身の表現活動の名義として、BBA制作によるアルバム「co.eternal-RETURN」を発表。その後、田中、沼井の3人でn/（エヌ）をスタートする。
2007年、絵画と執筆した文章で田中が短編絵本「イルカとクジラ」発表。沼井が音楽監督を務めるサウンドトラック「Philosophy」を封入CDとしてリリースその後は配信のみ。前述のBBAよりマネジメントを株式会社メガウェルネス（音楽事業部）に移籍。配信で「月のうた」リリース。
2008年、マキシシングル「月のうた/akekure」、配信限定シングル「Bland New/信じる力」リリース。
2009年、ファッションイベントJapan Fashion Week in Tokyo 2009（第9回JFW）キービジュアルの音楽を担当。ファッションTV内VOGUE特集ページメイキング映像（モデル：土屋アンナ）のBGMに「GATE」(「co.eternal-CREATE」収録曲)が使用される。
2011年、新曲「ハッピーバースデイ」を公式YouTubeチャンネルに投稿。
2012年、ミニアルバム「Garden」リリース。今村ねずみ初のソロ公演「Nez Channel vol.1」にn/として音楽制作、出演。DANCE SPACE WING20周年記念公演「After Dark」（新国立劇場・中劇場）にて音源制作。同公演に演奏で出演（田中直樹、沼井雅之、小南数麿、元井信）。
2013年、マネジメントをnuclearness合同会社に移籍。シングル「moshimo/君に会えたらいいな」、活動10周年のセレクトアルバム「I LIKE」同時リリース。
2014年、シングル「ツナガルミライ」リリース。THE CONVOY「The Convoy Night & The Convoy Party」（グランドプリンスホテル新高輪飛天）音源制作。
2015年、THE CONVOY「The Convoy show vol.30 1960」（天王洲銀河劇場）音楽、歌唱指導。
2016年、n/活動10周年を記念し「n/ history book」を刊行。アルバム「colors」リリース。THE CONVOY「The Convoy show vol.31 1960」（天王洲 銀河劇場、他全国公演）音楽、歌唱指導。
2017年、シングル「HAPPINESS II」リリース。THE CONVOY「The Convoy show vol.32 asiapan」（赤坂ACTシアター）「The Convoy show vol.33 星屑バンプ」（博品館劇場）「The Convoy show vol.34 asiapan」（赤坂ACTシアター、他全国公演）音楽・歌唱指導。
2018年、THE CONVOY「The Convoy show vol.35星屑バンプ」（博品館劇場、他全国公演）「The Convoy show vol.36ONE!」（赤坂ACTシアター）音楽、歌唱指導。公式サイトリニューアル開設。アルバム「スーベニール」リリース（10月先行販売、12/1全国流通開始）。

## ライブ
- 2005年
  - イベント 2DAYS「テーマ・海」（渋谷PLUG）
  - イベント 3DAYS「テーマ・扉」（渋谷PLUG）

- 2006年
  - イベント 4DAYS「テーマ・波」（渋谷PLUG&大阪Vi-Code）
  - イベント 3DAYS「テーマ・壁」（渋谷PLUG）

- 2007年
  - ディナー 2DAYS「NEW YEARS DAY」（代官山CANDY）
  - イベント 3DAYS「テーマ・空」（代官山CANDY）
- 2008年
  - 「静かな月夜のおはなし」（SPUMA）
  - セッション「歌謡パラダイス」（東京JIROKICHI）（札幌アフターダーク）（大阪雲州堂）
  - フラワーデザイナー・本間裕子と「BLOOMUSICART「キレイな嘘」（目黒雅叙園）
- 2009年
  - 通常ライブ（Tribeca原宿）
  - 「理想的な直線」（JZ Brat）
- 2010年
  - 山本一セッション「Naked Songs」に参加、ミズノマリと競演（JZ Brat）
  - 「幾何学的な曲線」（JZ Brat）
  - 「哲学的な光彩」（JZ Brat）
- 2011年
  - 「Happy Birthday NAOKI」（JZ Brat）
  - 「Happy Birthday Numachan」（JZ Brat）
- 2012年
  - 2DAYS「Night moves」（JZ Brat）ゲスト：黒須洋壬、舘形比呂一、當間里美
  - 2DAYS「stillness and motion」（JZ Brat・フラミンゴジアルーシャ）黒須・當間と競演。
- 2013年
  - 春ライブ 2DAYS「Lights」（JZ Brat）
  - 夏ライブ「オンガクの日」（JZ Brat）
  - 秋ライブ 「Lights" &"Everlasting」（2DAYS・JZ Brat）（フラミンゴジアルーシャ）
  - 冬ライブ（上越Sakura de la Noche）（名古屋Sand pit）
- 2014年
  - 春ライブ「オンガクの日」（JZ Brat）
  - 埼玉県秩父市の秩父ミューズパーク音楽堂で行われたチャリティーLIVE「第11回子どもの放課後を豊かにする会チャリティコンサート」（主催：子どもの放課後を豊かにする会（社会福祉法人　くわの実会、障害者活動センター・キックオフ））参加
  - 秋ライブ「オンガクの日」（JZ Brat）
- 2015年
  - 春ライブ「オンガクの日」（JZ Brat）
- 2016年
  - 春ライブ（二子玉川KIWA）
  - 秋ライブ（二子玉川KIWA・OSAKA ALWAYS）
- 2017年
  - 春ライブ（二子玉川KIWA）
  - nuclearnessLLC.presents クリフェス参加（渋谷STAR LOUNGE）
  - 秋ライブ2DAYS（二子玉川KIWA・フラミンゴジアルーシャ）
- 2018年
  - 春ライブ（二子玉川KIWA）（2DAYS・フラミンゴジアルーシャ）
  - 山本一セッション「Naked Songs feat.ミズノマリ」（高円寺JIROKICHI）にゲスト参加
  - 秋ライブ2DAYS（六本木BIRD LAND・フラミンゴジアルーシャ）
- 2019年
  - 春ライブ2DAYS（六本木BIRD LAND・フラミンゴジアルーシャ）

## ディスコグラフィ
- Naoki Tanaka名義  
  - 「Back of the conductor」（2003年・BBA）
- n/
  - BBA 
    - 「co-eternal CREATE」（2005年）
    - 「co-eternal RETURN」（2005年）
    - 「Philosophy（絵本「イルカとクジラ」封入CD）」（2007年）

  - MegaWellness  
    - 「月のうた」（2008年）※配信限定
    - 「月のうた/akekure」（2008年
    - 「BlandNew/信じる力」（2008年）
    - 「Sleeping Sheep」（2010年）
    - 「Garden」（2012年）

  - nuclearness Records  
    - 「moshimo/君に会えたらいいな」（2013年）
    - 「I LIKE」（2013年）
    - 「ツナガルミライ」（2014年）
    - 「colors」（2016年）
    - 「HAPPINESS II」（2017年）
    - 「スーベニール」（2018年）